# Hyacinthe Perrin
Pour les articles homonymes, voir Perrin.
Hyacinthe Perrin, né le 9 septembre 1877 à Louvigné-du-Désert et mort le 10 août 1965 à Saint-Suliac, est un architecte français.

## Historique
Admis en 1899, à l'École nationale supérieure des beaux-arts (ENSBA) de Paris, élève de Julien Guadet et d'Edmond Paulin, il est diplômé le 20 août 1906, architecte DPLG.
En 1906, il fonde une agence d'architecte à Paris et rachète une agence à Rennes.
Il débute en construisant des villas balnéaires, fortement teintés de références anglo-saxonnes, à Saint-Malo-Paramé, : "villa Remenber " 1907, "villa Ty Goasked" 1908, "villa Églantine" 1909, puis à Rennes, des immeubles, des hôtels particuliers, "hôtel Feuillerat" 1907, "hôtel Dalibot" 1912, "villa Verheylewegen" 1914, des maisons modestes, des écoles, des bâtiments commerciaux et industriels, tannerie à Ernée, imprimerie et biscuiterie à Rennes…
Son style moderne rationaliste est toujours d'une grande unité, il est légèrement teinté d'art nouveau et de régionalisme. L'esprit de clarté et de lisibilité de son architecture, en accord avec la théorie rationaliste, rend compte sur les façades extérieures, des dispositions intérieures : une volonté d'affirmer une structure expressive et fonctionnelle. il s'oppose au classicisme et à l’ornementation, au profit de la lecture claire de la fonction, dans la forme d’un bâtiment. Ses compositions architecturales sont constituées de masses simples, juxtaposées, articulées, dans un savant jeu de volumes, souvent pyramidal. Il intègre également une dimension hygiéniste et accorde une attention particulière à la ventilation des bâtiments et à faire rentrer largement la lumière.
Sa propre résidence-agence en 1909-1911, à l'angle de la rue Lesage et de la rue de La Borderie à Rennes est considéré à l'époque comme la plus moderne de la ville de Rennes, Il y fait réaliser en 1911, une verrière dans la cage d'escalier, exécutée par le vitrailliste Auguste Alleaume, ainsi que des mosaïques, réalisées dans les années 1920-1930, par le mosaïste Isidore Odorico.
Mobilisé à Guer, au Camp de Coëtquidan, en 1914-1918, comme architecte et urbaniste, il est chargé de réaliser des travaux d'aménagement du camp militaire, pour loger les très nombreuses troupes mobilisées, notamment américaines.
Après la guerre, il fonde avec un associé Henry Le Lanno, des agences annexes, à Saint-Quentin, dans l’Aisne et à Reims, dans la Marne, des départements très sinistrés, où il participe à la reconstruction. En 1920, comme architecte et urbaniste, il est nommé Architecte communal d'Essigny-le-Petit, en 1921, il remet à la mairie le plan d'aménagement de la commune.
Son style moderne va évoluer et s'épurer, en adoptant le style art déco.
Il réalise aussi, avec des sculpteurs, des Monuments-aux-morts : Laval, Louvigné-du-Désert, en 1919.
Il a réalisé beaucoup d'édifices dans le Grand Ouest de la France, notamment industriel, usine d'équarrissage Saint-Malo-de-Beignon 1918, fabrique de tricots Bougrier, Rennes 1921, la cristallerie de Fougères et sa cité ouvrière 1922, usine de confection Brohan, Rennes 1927...
En 1922, il réalise un ensemble de cinq maisons avec commerces au rez-de-chaussée, la façade en brique, pierre blanche et béton, sur rue est teintés d'art-déco, du no 16  au 22 rue de Paris, à Saint-Quentin.
En 1922, il est aussi  le lauréat du concours organisé par l'Office d'HBM de la ville de Rennes, pour la réalisation d'une cité-jardin dite "Foyer Rennais" à loyer modéré, 66 maisons 4 immeubles, projet commencé en 1925, (voirie et fondations) abandonné pour des raisons administratives et financières, au profit de l'architecte de la ville, en 1928.
S'il conçoit encore de belles villas luxueuses: "La Ville-Autin" Montauban-de-Bretagne, "villa Nicoul" Fougères 1921, villa "La Jouanière" Montsûrs 1930... il construit aussi des maisons modestes, au sud de la ville de Rennes.
En 1925, il réalise l'église Saint-Didier de Essigny-le-Petit en brique et pierre blanche.
Il intervient souvent pour restaurer ou compléter des édifices religieux plus anciens, ajout du clocher: à l'église de Liffré, de Saint-Didier 1927, de Cancale 1931, église Saint-Pierre, de Laillé 1941, restauration de l'église du XIIe siècle du Grand-Fougeray 1927, de l'église de Landéan, de l'église Saint-Melaine de Pacé 1932, de l'église de Saint-Jean-sur-Couesnon, de l'église de Campel 1933, agrandissement du couvent, petit séminaire et de la chapelle Sainte-Croix de Châteaugiron 1934...
Il est l'auteur de charmantes petites chapelles qui s'intègrent parfaitement dans leurs environnements et semblent très familières au paysage : chapelle Saint-Genou, Monterfil, 1926, monastère et chapelle du Carmel, Rennes 1934, chapelle du Sacré-Cœur, Taillis 1947.
Il est surtout connu en Bretagne, pour être l'architecte de l'Église Sainte-Thérèse de Rennes, chef-d'œuvre de l'art déco, dont il a dirigé la construction entre 1933 et 1936. Pour ce chantier, il a réuni une équipe remarquable d'artisans et d'artistes : les frères Rault, maîtres-verriers, Albert Bourget, sculpteur, Louis Garin, artiste-peintre, Georges Brand, ferronnier d'art, Isidore Odorico, mosaïste et Émile-Louis Evellin, orfèvre.
Véritable architecte d'intérieur, il conçoit du mobilier et des décors, aménage des magasins, dessine tout sur ses plans, boiseries, mosaïques, vitraux, ferronnerie...
Il a réalisé en 1932, deux beaux immeubles art déco, très dépouillés, à Rennes, 2 rue de Vincennes et 3 rue de Robien.
En 1933, il conçoit pour l'Hôtel-Restaurant Le Coq-Gadby à Rennes, sa salle des fêtes et son décor intérieur en style art déco.
Il est aussi l'auteur de l'importante Clinique de la Communauté des Augustines de Malestroit.
En 1939, on lui doit aussi la Stèle funéraire de Mgr Mignen, archevêque de Rennes, dans la cathédrale Saint-Pierre de Rennes.
À Rennes, il est aussi l'auteur de l'École Jeanne-d'Arc 1953 et surtout à l'origine de la deuxième et importante campagne de travaux de l'église Sainte-Jeanne-d'Arc, achevée en 1955, on lui doit aussi le foyer d'accueil Saint-Benoît Labre, 1957, ainsi que d'importants agrandissements de l'École pensionnat de l'Institution de l'Assomption.
Dans ses constructions, ou restaurations de clochers, il a réhabilité la lanterne des morts, qu’il place souvent au sommet des tourelles d’escaliers.
Hyacinthe Perrin est admis à l'honorariat le 26 mars 1960, l'année de sa fin d'activité d'architecte.
Les archives professionnelles des agences de Hyacinthe Perrin ont été détruites. On ne connait presque rien de ses œuvres réalisées dans ses agences annexes de Paris, de Reims et de Saint-Quentin.
L’œuvre architecturale de Hyacinthe Perrin est mieux connue en Bretagne, grâce à la famille, aux travaux des étudiants (dépouillement des permis de construire déposés aux archives municipales de Rennes et de Saint-Malo) et aux recherches du service de l’Inventaire général du patrimoine culturel.

## Distinctions
- Chevalier de l'ordre de Saint-Sylvestre (17 juin 1958)

## Hommages
- Une salle du Foyer d'accueil Saint-Benoît Labre, porte son nom.
- Le 30 mai 2007, la ville de Rennes inaugure une place à son nom devant l’église Sainte-Thérèse en présence d'Yves Perrin, architecte DPLG, fils de Hyacinthe Perrin. La place se situe aux coordonnées 48° 05′ 42,12″ N, 1° 40′ 03,09″ O.

## Salons
Aquarelliste, il expose régulièrement à Paris, de 1901 à 1905, aux Salon des indépendants et à ceux de la Société des artistes français, puis en 1914 et 1919 pour des concours.